# Хелис (нунатак)
Хелис (62°32′25″ ю. ш. 60°04′40″ з. д. / 62.540278° ю. ш. 60.077778° з. д.) е скалист връх с форма на корона, разположен на 340 m н.в. във Видинските възвишения на полуостров Варна, остров Ливингстън, Антарктика. Получава това име в чест на античната тракийска столица Хелис край село Свещари през 2005 г.

## Описание
Най-високата му точка се намира на 1,9 km южно от връх Шарп (Острица), 3 km западно от хълм Единбург и 1,85 km на изток-югоизток от връх Мадара. Издига се над ледника Дебелт на североизток и ледника Панега на югозапад.

## Картографиране
Българско картографиране от 2005 и 2009 г.

## Карти
- L.L. Ivanov et al. Antarctica: Livingston Island, South Shetland Islands (from English Strait to Morton Strait, with illustrations and ice-cover distribution). Топографска карта в мащаб 1:100000. София: Antarctic Place-names Commission of Bulgaria, 2005.
- Л. Иванов. Антарктика: Остров Ливингстън и острови Гринуич, Робърт, Сноу и Смит. Топографска карта в мащаб 1:120000. Троян: Фондация Манфред Вьорнер, 2009. ISBN 978-954-92032-4-0
- L.L. Ivanov. Antarctica: Livingston Island and Smith Island. Scale 1:100000 topographic map. Manfred Wörner Foundation, 2017. ISBN 978-619-90008-3-0